# Андрей Кадлець
Андрей Кадлець (словац. Andrej Kadlec, нар. 2 лютого 1996, Ілава) — словацький футболіст, захисник польського клубу «Ягеллонія».

## Клубна кар'єра
Народився 2 лютого 1996 року в місті Ілава. Вихованець юнацьких команд футбольних клубів «Пухов» та «Жиліна».
У дорослому футболі дебютував 2013 року виступами за команду«Жиліна», в якій провів три сезони, взявши участь у 9 матчах чемпіонату.
До складу клубу «Спартак» (Трнава) приєднався 2016 року. Станом на 9 грудня 2018 року відіграв за команду з Трнави 63 матчі в національному чемпіонаті.

## Виступи за збірні
2013 року дебютував у складі юнацької збірної Словаччини, взяв участь у 15 іграх на юнацькому рівні.
З 2018 року став виступати за молодіжну збірну Словаччини.

## Титули і досягнення
- Чемпіон Словаччини (1):

«Спартак» (Трнава): 2017–18